# Хаев, Михаил Александрович
Михаил Александрович Хаев (1921 — ?) — бригадир слесарей Калужского турбинного завода, депутат Верховного Совета СССР (1958—1962). Член КПСС с 1946 г.
Родился в 1921 г. в семье рабочего. С 1936 г. слесарь.
С сентября 1940 по 1946 г. служил в РККА. Участник войны с июня 1942 года (Брянский, Центральный, 1-й Белорусский фронты). Награждён орденом Красной Звезды (1945).
С 1946 года работал на Калужском турбинном заводе: слесарь, с 1948 г. бригадир на сборке вентиляторов, с 1951 г. бригадир сборочного цеха. Новатор, передовик производства, изобретатель и рационализатор.
В 1961 г. его бригада собрала турбину для строящегося нефтеперерабатывающего завода в г. Барауни (Индия), в 1967 г. — головной образец паротурбинной установки для привода гребного винта подводной лодки и выработки электрической энергии.
Депутат Верховного Совета СССР (1958—1962).
Награждён орденами Ленина (1971) и Трудового Красного Знамени (1958).
Умер не позднее 1985 года.